# Psophia
Psophia là một chi chim thuộc họ đơn chi Psophiidae, trong bộ Gruiformes. Chúng phân bố trong các khu rừng ẩm Amazon và Guiana Shield ở Nam Mỹ.

## Phân loại học
- Psophia crepitans
  - Psophia (crepitans) crepitans
  - Psophia (crepitans) napensis
- Psophia leucoptera
  - Psophia (leucoptera) leucoptera
  - Psophia (leucoptera) ochroptera
- Psophia viridis
  - Psophia (viridis) viridis
  - Psophia (viridis) dextralis
  - Psophia (viridis) obscura
  - Psophia (viridis) interjecta – có thể hợp nhất với dextralis.[2]